# Seznam osebnosti iz Občine Dobrova - Polhov Gradec
Seznam osebnosti iz Občine Dobrova - Polhov Gradec vsebuje osebnosti, ki so se tu rodile, delovale ali umrle.

## Učitelji
- Franc Fabinc (1881, Kostanjevica na Krki – 1923, Ljubljana), časnikar
- Matej Milharčič (1812, Slavina, Postojna ali Selce, Pivka – 1853, Berber, Sudan), duhovnik, misijonar
- Josip Novak (1869, Ljubljana – 1934, Ljubljana)
- Andrej Praprotnik (1827, Podbrezje – 1895, Ljubljana), pisatelj
- Štefan Primožič (1866, Bistra – 1907, Novo mesto)
- Frančišek Raktelj (1833, Stari trg pri Ložu – 1908, Ljubljana)
- Matija Rant (1844, Martinj Vrh – 1917, Dobrova), sadjar
- Bogdana Stritar (1911, Solkan – 1992, Ljubljana), operna pevka
- Mara Tavčar (1882, Vipava – 1953, Ljubljana), pesnica, pisateljica

## Politika in vojska
- Andrej Baumkircher (ok. 1420, Vipava – 1471, Gradec, Avstrija), baron, posestnik, vojaški poveljnik
- Antonija Billichgrätz (? – 1869), baronica
- Janez Bizjak (1911, Otlica – 1941, Šujica), narodni heroj
- Rihard Blagaj (1786, Ljubljana – 1858, Polhov Gradec), grof
- Ivan Dolničar (1921, Šujica – 2011, Ljubljana), politični komisar, general, politik
- Vladimir Dolničar (1919, Šujica – 1943, Belška grapa), narodni heroj
- Vekoslav Kolb (1901, Polhov Gradec – 1980, ?), general
- Mark Anton Kunstl (17. stoletje), politični komisar, baron Polhograjski
- Ignac Lampe (1903, Dobrova – ?), politik
- Aleksander Turjaški (1903, Dobrova – ?), graščak

## Cerkev

### Duhovniki
- France Ačko (1904, Maribor – 1974, Ljubljana), skladatelj
- Baltazar Bartol (1821, Sodražica – 1911, Sodražica), pisatelj
- Andrej Čebašek (1820, Smlednik – 1899, Ljubljana), učitelj, publicist
- Anton Čepon (1895, Horjul – 1995, Ljubljana), klasični filolog
- Anton Dolinar (1847, Lučine – 1930, Mekinje)
- Anton Koritnik (1875, Briše pri Polhovem Gradcu – 1951, Ljubljana), klasični filolog, učitelj
- Franc Bogomir Kunstelj (1672–1730), stolni kanonik
- Anton Lesjak (1857, Stična – 1942, Šentjernej), zgodovinopisec
- Mihael Peternel (1808, Nova Oselica – 1884, Ljubljana), učitelj
- Josip Poklukar (1937, Krnica – 1891, Ljubljana), politik
- Jožef Poklukar (mlajši) (1799, Krnica – 1866, Ljubljana)
- Gvido Rant (1880, Prem – 1956, Ljubljana), pisatelj
- Franc Rihar (1858, Polhov Gradec – 1919, Mekinje), pisatelj
- Jožef Rihar (1759, Polhov Gradec – 1807, Komenda), prevajalec
- Janez Smrekar (1853, Laze pri Dolskem – 1920, Ljubljana), socialni delavec
- Joža Vovk (1911, Češnjica pri Kropi – 1957, Zgornje Jezersko), pesnik, pisatelj
- Simon Zupan (1844, Kropa – 1925, Ljubljana)

### Misijonarji
- Alojzij Ambrožič (1930, Gabrje – 2011, Toronto, Kanada), teolog, kardinal
- Bernard Ambrožič (1892, Gabrje – 1973, Sydney, Avstralija), duhovnik, urednik, pisatelj
- Andrej Andolšek (misijonar) (1827, Velike Poljane – 1882, Eagle Harbor, Michigan, Združene države Amerike), duhovnik, učitelj
- Janez Krmelj (1955, Ljubljana –), duhovnik, misijonar
- Lovrenc Lavtižar (1830, Srednji Vrh – 1858, Red Lake, Minnesota, Združene države Amerike), duhovnik, učitelj
- John Seliškar (1871, Dolenja vas pri Polhovem Gradcu – 1932, Elk River, Minnesota, Združene države Amerike), duhovnik, glasbenik
- Andrej Skopec (1802, Polhov Gradec – 1887, Hermitage, Minnesota, Združene države Amerike), duhovnik
- Jakob Trobec (1838, Log pri Polhovem Gradcu – 1921, Brockway, Arkansas, Združene države Amerike), duhovnik, publicist

## Znanost
- Anton Bajec (1897, Polhov Gradec – 1985, Ljubljana), jezikoslovec, prevajalec
- Ljudmila Bokal (1952, Dobračeva –), jezikoslovka, publicistka
- Miljutin Željeznov (1930, Ljubljana – 2002, Polhov Gradec), elektrotehnik

## Umetnost in kultura

### Gledališče, film, televizija in časnikarstvo
- Ivo Belec (1928, Babna Gora –), snemalec
- John Plevnik (1873, Podsmreka – 1938, ?), publicist, družbeni delavec
- Jože Tiran (1920, Ljubljana – 1965, Babna Gora), igralec, režiser

### Glasba
- Emil Adamič (1877, Dobrova – 1936, Ljubljana), skladatelj, dirigent, glasbeni kritik, publicist
- Viktor Adamič (1876, Dobrova – 1924, Ljubljana), glasbenik, slikar
- Marko Bitežnik (1958, Ločnik, Gorica, Italija – 2010, Dobrova), glasbenik, glasbeni pedagog
- Josip Cimerman (1861, Laze pri Dolskem – 1912, Ljubljana), organist, zborovodja, skladatelj
- Ivan Kacin (1884, Otalež – 1953, Gorica, Italija), glasbenik, organist, izdelovalec orgel
- Bernard Pirnat (1862, Velika Bučna vas – 1939, Dunaj, Avstrija), glasbenik, skladatelj
- Jože Potrebuješ (1968, Ljubljana –), glasbenik
- Anton Rihar (1819, Polhov Gradec – 1894, Polhov Gradec), izdelovalec glasbil
- Gregor Rihar starejši (1796, Polhov Gradec – 1863, Ljubljana), organist, skladatelj
- Paul John Sifler (1911, Polhov Gradec – 2001, Hollywood, Združene države Amerike), skladatelj, organist, zborovodja
- Lori Stubel (1848, Dvor pri Polhovem Gradcu – 1922, Dunaj, Avstrija), pevka, igralka
- Aleš Škof (1967 –), izdelovalec harmonik
- Blaž Švab (1984, Celje –), glasbenik, TV voditelj

### Likovna umetnost
- Henrik Dejak (1840, Ljubljana – 1917, Ljubljana), slikar, kipar, duhovnik
- Edo Dolinar (1973, Ljubljana –), kipar
- Ivo Erbežnik (1881, Podsmreka – ?), slikar
- Anton Facij (1706–1750), rezbar
- Gregor Facij (1710–1741), rezbar
- Matej Facij (17. stoletje, Italija – 1738, Polhov Gradec), rezbar
- Bruno Ortner (ok. 1722, Tirolska – 1800, Črni Vrh), slikar, rezbar, duhovnik, redovnik
- Simon Rupnik (1810, Polhov Gradec – 1880, ?), kipar
- Jernej Ternovec (1846, Setnica – 1933, Polhov Gradec), kipar, mizar
- Matej Tomc (1814, Šujica – 1885, Ljubljana), kipar
- France Vodnik (restavrator) (1874, Podreber – 1966, Novo mesto), kipar, restavrator

## Naravoslovje in humanistika
- Jožica Kavčič (1931 – 2016), zgodovinarka
- Josip Kožuh (1854, Dvor pri Polhovem Gradcu – 1948, Celje), geograf
- Jure Leskovec (1980 –), računalničar
- Jože Rihar (1914, Gabrje – 2002, Ljubljana), agronom, čebelar
- Marijan Slabe (1932–2022), arheolog, konservator
- Drago Stepišnik (1906, Polhov Gradec – 1983, Ljubljana), zgodovinar športa
- Tone Wraber (1938, Ljubljana – 2010, Polhov Gradec), botanik
- Alojz Zorc (1912, Dobrova – 1963, El Kef, Tunizija), geolog

## Šport
- Urša Bogataj (1995, Ljubljana –), smučarska skakalka
- Pavle Kozjek (1959, Setnica – 2008, Karakorum), alpinist

## Drugo
- Matija Ambrožič (1889, Hrastenice – 1966, Beograd, Srbija), zdravnik
- Robert Dolinar (1970, Ljubljana –), arhitekt
- Luka Košir (1985 –), kuhar
- Martin Pegius (1508, Polhov Gradec – 1592, Salzburg, Avstrija), pravnik, astrolog, retorik
- Metod Trobec (1948, Planina nad Horjulom – 2006, Slovenska vas, Šentrupert), prevarant, tat, morilec